# Criss Oliva
Criss Oliva (Pequannock Township, New Jersey, 1963. április 3. – Zephyrhills, Florida, 1993. október 17.) amerikai gitáros, aki a Savatage együttes egyik alapítójaként, fő dalszerzőjeként ismert. Az együttest egyik testvérével Jon Olivával alapította. Gitárjátéka a Savatage albumok egyik meghatározó ismérve volt, mely összesen nyolc albumon hallható. 1993-ban autóbalesetben elhunyt.

## Pályafutása

### Korai évek
Criss Oliva 1963. április 3-án született a New Jersey államban található Pompton Plainsben. Három testvére közül ő volt a legfiatalabb, mivel Tony 9 évvel, Jon 3 évvel, Joann pedig 11 évvel volt idősebb nála. Háromévesen beleesett egy tóba, és majdnem belefulladt. Az apja kimentette, s ezért különleges kötelék alakult ki közöttük. A család sokat költözött, így 1973-ban a kaliforniai Escondido városban települtek le, még mielőtt végképp a Florida államban található Dunedin-be költöztek volna 1976-ban. Ekkori hobbijai közé tartozott a motorkerékpározás és lovaglás a közeli hegyekben. Ezenkívül nagy rajongója volt a Matchbox autóknak is.
A zene Floridába költözésüket követően érintette meg, miután Jon Oliva mutatott neki pár gitárakkordot. Innentől kezdve a gitározás lett a mindene, gyakran nyolc óráig gyakorolt a hangszeren. Legnagyobb példaképeinek Ritchie Blackmoret, Jimmy Pageet, Brian Mayt és Eddie Van Halent tartotta.
Saját együttest alapított mely "Tower" néven koncertezett a környező klubokban. Jon Oliva ekkortájt egy "Alien" nevű formációban zenélt, majd Criss Olivaval megalapította az Avatar együttest. A dobos Steve Wacholz, míg a basszusgitáros Keith Collins lett. 1982-ben a Par Records kiadó égisze alatt megjelentettek egy EP-t, a névbirtoklás kapcsán azonban problémák merültek fel. Az Avatar kifejezést nem használhatták, mivel már létezett egy ilyen nevű formáció. Így felvették a Savatage nevet, melyet Criss Oliva barátnője, későbbi felesége Dawn Hopkins ajánlott.

### Savatage
A Savatage első albuma Sirens címmel 1983 áprilisában jelent meg a Par Records-nál. Az albumot egy The Dungeons Are Calling EP követte 1984-ben, melyek révén stabil rajongótábort alakítottak ki. Criss Oliva 1984-ben vette el feleségül Dawn Hopkinst. Az 1985-ös Power of the Night tovább növelte népszerűségüket, melyet azonban a következő Fight for the Rock album slágeres rockzenéje beárnyékolt. A lemezt már az Atlantic Records adta ki, csakúgy mint a következő Hall of the Mountain Kinget mellyel sikerült megtépázott tekintélyüket helyreállítani. A klasszikus album producere Paul O’Neill volt, aki a későbbiekben meghatározó szerepelt játszott a zenekarban. Criss Oliva egyedi játékstílusa sok rajongót szerzett neki, köztük Dave Mustainet is, mely révén 1987-ben a Megadeth társaságában turnézhatott a Savatage. Mikor Jeff Young elhagyta a Megadethet, utódjaként szóba került Criss Oliva is, ő azonban visszautasította az ajánlatot, és továbbra is a Savatage mellett döntött. A Megadeth gitárosa végül Marty Friedman lett.
A Savatage következő albuma Gutter Ballet címmel jelent meg 1989-ben. A lemez fordulópontot jelentett a zenekar pályafutásában, mivel a dalok szimfonikus elemekkel, progresszívebb zenei megoldásokkal gazdagodtak. Ez a vonal tovább erősödött a következő, 1991-ben megjelent Streets: A Rock Opera albumon is. Criss legnagyobb álma az album kapcsán az volt, hogy érje el a platinalemez státuszt. A lemez valóban sikeresebb lett, mint a korábbiak, így rengeteg új rajongót sikerült toborozniuk. A gitáros számára megrázó hírként érkezett Jon Oliva 1992-ben és Steve Wacholz 1993-ban bekövetkező távozása. Az új énekes az egykori Wicked Witch énekes Zachary Stevens lett, akit Criss Oliva gitártechnikusa Dan Cambell fedezett fel és mutatott be az együttesnek. Már vele készült el az 1993-ban megjelent Edge of Thorns című album, mely az utolsó olyan Savatage kiadvány melyen szerepelt Criss Oliva. A lemezt még Steve Wacholz dobolta fel, kinek utódja Jeff Plate lett. A lemezt turné követte, mely tragikusan végződött Criss Oliva számára. 1993. október 17-én 03:30-kor életét vesztette egy közúti balesetben.

### Halála
Halála napján egy Tampától északra fekvő Zephyrhills-i állattenyésztő fesztiválról jött haza autójával. Hajnali fél négykor karambolozott egy szembejövő gépjárművel, melynek vezetője ittas állapotban volt. Criss Oliva Mazda RX-7-es autójában a felesége is vele volt. Criss Oliva azonnal meghalt, míg Dawn Hopkinst törött koponyával, fej, has, jobb csukló és bal alsó lábszár sérülésekkel szállították a "Tampa General Hospital" kórházba. Az ittas vezetőnek a bal bordája, az állkapcsa, az orra és a jobb keze sérült meg. Emberölésért és közúti gyilkosságért öt évre börtönbüntetésre ítélték, melyből csak 18 hónapot töltött le. Ezenkívül a jogosítványát megtarthatta, de egy bocsánatkérő levelet kellett írnia az Oliva családnak, és havonta 100 dollárt kell fizetnie Dawn Hopkinsnak.
Criss Oliva temetésén a családja, régi barátai, valamint Gary Smith festőművész is jelen volt, akihez számos Savatage album borítója is fűződik. A gitáros temetésére egy külön festményt is készített. Halála csaknem a Savatage végét is jelentette, de Jon Oliva végül a folytatás mellett döntött. 1993. november 23-án egy különleges emlékkoncertre került sor az emlékére. Az Overkill thrash metal zenekar 1994-es W.F.O. albumán a "R.I.P. (Undone)" című dalt írta Oliva tiszteletére. A Vicious Rumors és a Testament szintén neki ajánlotta Word of Mouth és Low című albumait.

### Stílus, hangszer

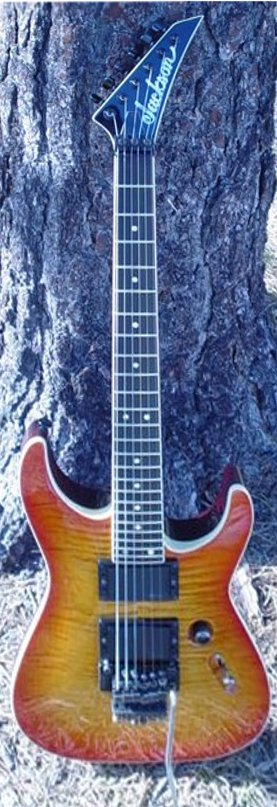
Egy 1987-es Jackson gitár, hasonló a Criss Oliva által is használthoz

Criss Oliva az 1980-as évek elejének egyik tehetséges gitárosa volt, aki azonban sosem volt olyan népszerű, és a szakma részéről sosem kapott annyi elismerést mint egyes kortársai. Sem a Guitar World, sem a Guitar Player nem készített vele interjút. 14-15 évesen sokat gyakorolt, a zeneelmélet sosem érdekelte. Teljes mértékben a hallására és az érzéseire hivatkozott. Hallás után tanulta meg kedvenc számait, de mivel nem tudott minden dalt egyvégtében elsajátítani a saját elképzeléseivel egészítette ki azokat. Ez sokat segített zeneszerzői kreativitásában is.
Játékstílusa felismerhető, ennek ellenére a példaképeinek a hatása is hallatszik játékán. Mindenekelőtt Randy Rhoadsé és Eddie Van Halené, akinek Eruption című darabját többször is előadta a korai Savatage koncerteken. Érzékeny stílusát, virtuóz szólóit a tapping technika és a tremolókar gyakori használata jellemzi. Rhoads és Van Halen mellett olyan gitárosok is hatottak rá, mint Ritchie Blackmore, Tony Iommi, Jimmy Page, Brian May, Uli Jon Roth, Alex Lifeson és Michael Schenker. Testvére Jon Oliva elmondása szerint nagyszerű tanárom volt. Criss Oliva a világ egyik legnagyobb gitárosa volt, és ő tanított meg mindenre, amit tudtam. Alex Skolnick a Testament és rövid ideig a Savatage későbbi gitárosa így emlékezett meg róla: George Lynch-hez és Warren DeMartini-hez hasonló srácok stílusával rendelkezett, de agresszív és dallamos meggyőződéssel játszott, ami tökéletesen illett a Savatage-hez. David Ellefson Megadeth basszusgitáros jellemzése szerint hallani lehetett Criss Oliva klasszikus zenei gyökereit, és értékelni kellett tudását és modális ügyességét, ami munkájának hatalmas jellemzője volt. Paul O’Neill szerint Crissnek volt egy olyan érzéke, ami megdöbbentő volt, és egy olyan hangja, ami hihetetlenül hangzott. Egyszerűen soha nem hallottam még jobb gitárost. Criss bármit el tudott játszani, amit csak el tudtál képzelni. Tudott szólót írni egy énekhang köré anélkül, hogy rálépett volna, és azon kevés gitárosok egyike volt, akik tudták, hogyan kell az emberi hang érzelmeit gitárral közvetíteni. A "Layla"-ban Duane Allman szorongását, Jimmy Page izgalmát, Eric Clapton érzelmeit, Joe Perry nyers érzését és Eddie Van Halen vagy Allan Holdsworth ügyességét ötvözte.
Gitárok terén főleg Jackson és Charvel márkákat használt. Kedvenc gitárja egy Jackson Soloist nevezetű darab volt (mely eredetileg ESP volt, csak a logót megváltoztatták), melyre egy vízköpőt festett rá. Ezért úgy emlegették a gitárt, hogy "Gargoyle Guitar".
A hangszer teste kőrisből, míg a csavarozott nyak jávorból készült. A 22 érintős gitár Floyd Rose híddal volt ellátva.
Gitárjaiban DiMarzio és humbucker hangszedőket használt leggyakrabban, míg erősítők terén egyaránt használt Marshallokat és Laney márkát is.
A különféle hangolásokhoz eltérő vastagságú húrokat használt, így normál hangolás esetén 9-42 méretű húrokat rakott a gitárjára. Drop-D hangolás esetén 9-46, D-D hangolás esetén 10-48, míg Drop-C hangolásnál (például Hall of the Mountain King) 10-52 vastagságú StarPiks húrokat használt.
Effektek terén 2 db Boss Super Overdrives, Boss Chorus CE-2, 2 db Boss TU-12H Kromatikus hangoló és egy Boss tápegység volt a birtokában.
Rack egységeket is használt, többek között Rockman Stereo Chorus és Sustainer-t és Ibanez delay-t is.
Apja szerint a hangszere volt a mindene. Mindegy volt mit csinál, telefonál, vacsorázik, a gitár mindig ott lógott a nyakában.

## Diszkográfia

### Savatage
- Sirens (1983)
- The Dungeons Are Calling EP (1984)
- Power of the Night (1985)
- Fight for the Rock (1986)
- Hall of the Mountain King (1987)
- Gutter Ballet (1989)
- Streets: A Rock Opera (1991)
- Edge of Thorns (1993)